# Onze-Lieve-Vrouw van Lourdeskapel (Ruisbroek, Wittehoedestraat)
De Onze-Lieve-Vrouw van Lourdeskapel is een kapel, gelegen te Ruisbroek, deelgemeente van Sint-Pieters-Leeuw, op de hoek van de Wittehoedestraat en de Gieterijstraat.

Deze kapel werd gebouwd in 1947 op initiatief van de toenmalige pastoor Van Den Bogaert. De grond werd geschonken door de firma “Produits Chimiques” opdat er een wijkkapel ter ere van OLV van Lourdes gebouwd zou worden met giften van de parochianen.

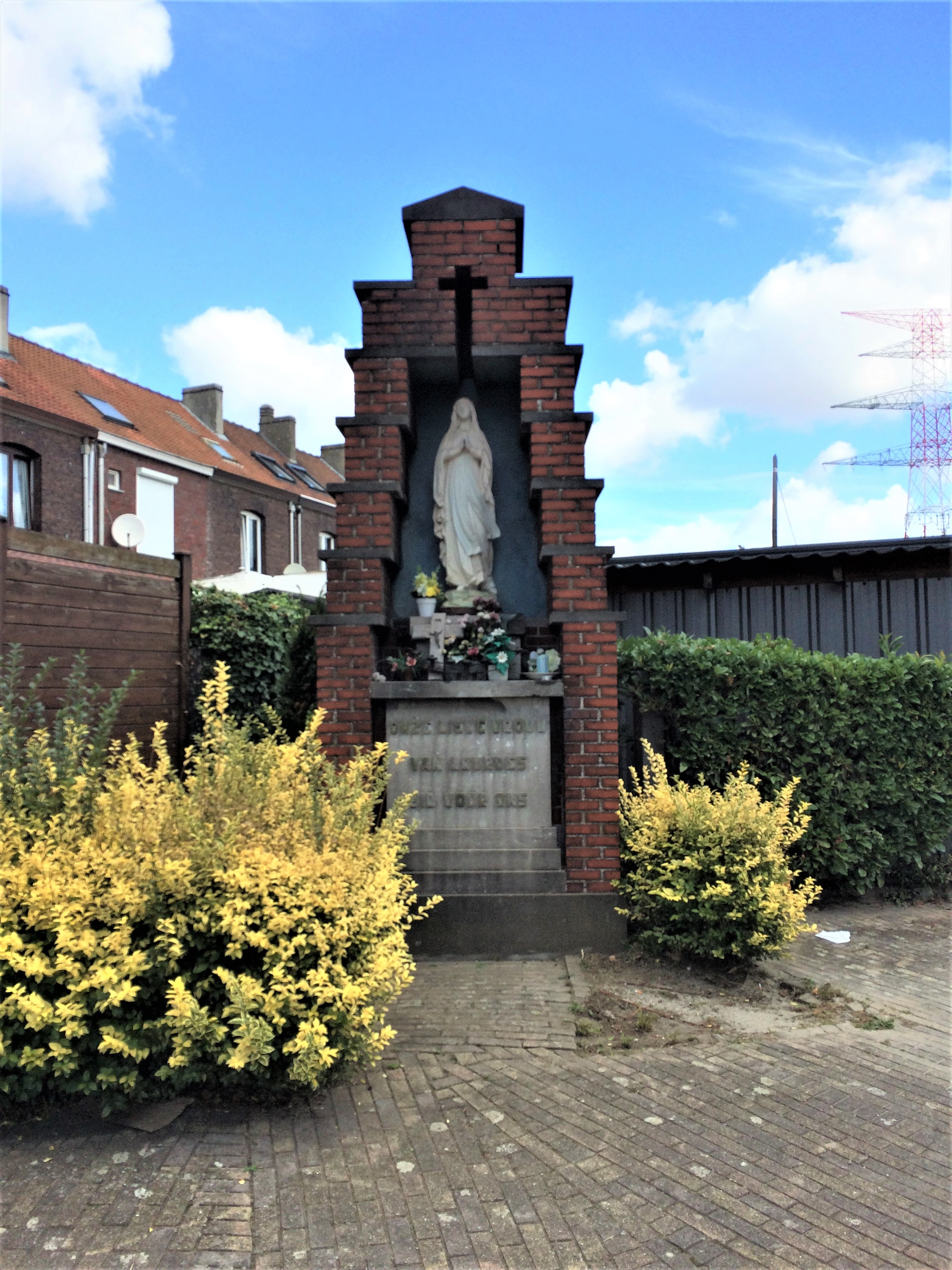
Onze-Lieve-Vrouw van Lourdeskapel - Wittehoedestraat - Gieterijstraat

Onder het standbeeld is volgende tekst leesbaar: “Onze lieve vrouw van Lourdes bid voor ons”.